# Heenan Blaikie
Pour les articles homonymes, voir Blaikie.
Heenan Blaikie est un ancien cabinet d'avocats canadien, qui a existé de 1973 à 2014, et dont la pratique s'articulait autour du droit des affaires, du droit du travail et de l'emploi, de la fiscalité, du litige, de la propriété intellectuelle et du droit du divertissement. Il fut fondé par Roy Heenan, Donald Johnston et Peter Blaikie, et a compté jusqu'à 550 avocats et professionnels dans ses bureaux de Montréal, Toronto, Ottawa, Calgary, Vancouver, Victoria, Québec, Sherbrooke, Trois-Rivières et Paris et Singapour.

## Histoire
Après avoir connu des années de gloire, retenant par exemple les services juridiques des anciens premiers ministres Pierre Trudeau et Jean Chrétien, le cabinet a connu une crise profonde après avoir tenté une expansion à l'étranger, notamment à Paris. L'expansion européenne suscitait l'enthousiasme de certains associés québécois, mais elle intéressait beaucoup moins les associés de l'extérieur du Québec, et il y eut une importante vague de départs chez les associés de Toronto, ce qui plongea le cabinet dans une longue période d'incertitude économique. Le cabinet annonce sa dissolution en 2014, après que les délégués ont voté pour cette option plutôt qu'une restructuration. Ce bureau était associé au grand capital Canadien. Résolument anti-syndical ce groupe supportait et représentait uniquement les grandes corporations canadiennes.
Le catalyseur de la dissolution est un « accord de vente d’armes malhonnête avec des Africains ». L’article souligne que la crise de confiance suscitée par les activités controversées de la filiale parisienne du cabinet a exacerbé les tensions entre les bureaux de Montréal et de Toronto au sujet du partage des bénéfices et de la direction du cabinet. Cette situation a finalement abouti à un vote en faveur de la fin du partenariat, obligeant des centaines d’avocats et d’employés à chercher de nouveaux postes ailleurs. Des articles similaires dans le Globe and Mail ont souligné que le cabinet n’a pas été en mesure de maintenir sa cohésion interne après le départ à la retraite de l’associé fondateur Roy Heenan en tant que président en 2012 et que cet effondrement devrait servir de signal d’alarme aux grandes entreprises qui luttent pour s’adapter à l’évolution rapide des conditions du marché.
La chute de Heenan Blaikie illustre également l'importance d'avoir un leadership fort dans ce genre d'organisations. Le départ de Roy Heenan, en 2012, a été comblé par une direction bicéphale qui n'a pas su calmer le jeu.
La firme Heenan Paris a ensuite fusionné avec DWF (en). Plusieurs avocats de ce bureau se retrouvent chez Fasken Martineau LLP.